# Lars Bloch
Lars Bloch (* 6. August 1938 in Hellerup; † 27. März 2022 in Rom, Italien) war ein dänischer Schauspieler. Er wirkte meist in italienischen Filmen mit.

## Leben
Bloch lebte als Kind in Rungsted und Charlottenlund, bevor er mit seinen Eltern nach Mariager (Jütland) zog. Nach erfolgreichem Abschluss seiner Schulzeit 1956 besuchte er Italien. Nach der Ableistung seines Militärdienstes bei der Marine kam Bloch im Frühjahr 1959 nach Italien zurück und wurde aufgrund seiner großen, massigen, blonden und meist bärtigen Erscheinung schnell in Filmen als Prototyp des nordischen Bösewichtes besetzt. Seine ersten beiden Filme entstanden unter der Regie von Lucio Fulci. Bis in die 1980er Jahre hinein spielte er so in vielen Filmen, darunter auch knapp zehn Italowestern, meist kleine Rollen; gelegentlich war er auch in größeren Produktionen (wie Carol Reeds Michelangelo – Inferno und Ekstase – als Gründer der Schweizer Garde –) oder in positiven Rollen wie der des Königs Richard Löwenherz im Robin-Hood-Film Der feurige Pfeil der Rache zu sehen. In den 1970er Jahren arbeitete er mehrmals mit Joe D’Amato zusammen, der ihn in Eroi all’inferno (unter Pseudonym) in einer seltenen Hauptrolle besetzte. Sein Schaffen umfasst rund 60 Produktionen.
Nach seiner aktiven Laufbahn war Bloch als Vertriebsleiter von DVD-Produktionen italienischer Filme für den japanischen Markt beschäftigt und war gelegentlich an der Produktion einiger Kinofilme beteiligt.
Lars Bloch starb am 27. März 2022 im Alter von 83 Jahren in Rom.

## Filmografie (Auswahl)
- 1960: Der Bucklige von Rom (Il gobbo)
- 1962: Die schöne Ippolita (La bellezza di Ippolita)
- 1964: Seitensprünge (Extraconiugale)
- 1966: Kopfgeld: Ein Dollar (Navajo Joe)
- 1967: Ein Dollar zwischen den Zähnen (Un dollaro tra i denti)
- 1967: Töte, Django (Se sei vivo spara)
- 1967: Das wilde Auge (L’occhio selvaggio)
- 1969: Ein Atemzug Liebe (Rafali u dva scra)
- 1969: Die Freundin war immer dabei (Certo, certissimo, anzi probabile)
- 1969: Umarmung (Le sorelle)
- 1970: Der feurige Pfeil der Rache (L’arciere di fuoco)
- 1972: Beichtet Freunde, Halleluja kommt (Il West ti va stretto, amico… è arrivato Alleluja)
- 1972: Ein Hosianna für zwei Halunken (Trinità e Sartana figli di…)
- 1972: 100 Fäuste und ein Vaterunser (Alleluja e Sartana, figli di… Dio)
- 1973: Der Barmherzige mit den schnellen Fäusten (Sentivano... uno strano, eccitante, pericoloso puzzo di dollari)
- 1973: Crow (…E il terzo giorno arrivo il Corvo)
- 1973: Der Mann mit der Kugelpeitsche (Il mio nome è Shanghai Joe)
- 1974: Die Höllenfahrt (Il lupo dei mari)
- 1974: Eroi all’inferno
- 1975: Der Graf von Monte Christo (The Count of Monte-Christo)
- 1975: Die Rotröcke (Giubbe rosse)
- 1975: Der Tomatenkrieg (Antonio e Placido – Attenti ragazzi… chi rompe paga)
- 1976: Black Emanuelle – Stunden wilder Lust (Emanuelle in America)
- 1980: Fantozzi contro tutti